# Lichtwer Pharma
Die Lichtwer Pharma AG ist ein 1981 gegründetes Pharmaunternehmen mit Sitz in Berlin. Bekannte Produkte sind das Johanniskrautpräparat Jarsin und Kwai Knoblauchpräparate.

## Gründung und Aufschwung
Das Unternehmen wurde 1981 von Kuno Lichtwer gegründet und entwickelte sich zu einem der führenden Hersteller pflanzlicher Arzneimittel in Deutschland. Der jährliche Umsatz stieg bis 1991 auf rund 100 Millionen DM (ca. 50 Millionen Euro). Die Zahl der Angestellten wuchs von zwei auf über 300. Neben ausgegründeten Tochtergesellschaften wurden die Arzneimittelhersteller Omega Pharma und Sertürner Arzneimittel (Gütersloh) zugekauft. 1996 war das Unternehmen Marktführer im Bereich der Knoblauchprodukte und plante weitere Umsatzsteigerungen für die nächsten Jahre.

## Einbruch und Umstrukturierung
1999 erzielte Lichtwer Pharma mit 353 Mitarbeitern einen Umsatz von ca. 180 Millionen Euro (353 Millionen DM), ohne dabei jedoch Gewinne zu verbuchen. Bei dieser schwierigen Marktlage investierte das Unternehmen in eine neue Produktionsanlage, um durch angekurbelten Auslandsabsatz zurück in die Gewinnzone zu gelangen. Parallel dazu gab Lichtwer Pharma 1998 bis 2000 den Exklusivvertrieb über Apotheken auf und führte die Produkte auch in Drogeriemärkten ein. Beim reinen Apothekenverkauf waren bis 1998 Umsatzeinbußen von über 30 % (vermutlich bedingt durch höhere Zuzahlungen) für die Knoblauchpräparate zu verzeichnen gewesen. In der Folge brach der Gesamtumsatz in gemischten Handel jedoch um über 50 % ein. Ab 2000 wurde eine umfassende Restrukturierung eingeleitet, die unter anderem mit einer Halbierung der Mitarbeiterzahl auf nur noch 164 einherging. Auch die Freiverkäuflichkeit der Produkte wurde wieder aufgehoben und Chargen aus Drogerien teils umfangreich zurückgekauft. Das Markenimage sollte durch Fachvertrieb über Ärzte und Apotheken wiederhergestellt werden. Bereits 1998 finanzierte Lichtwer eine Studie des Charité-Professors Holger Kiesewetter über die Effekte von Knoblauch bei Gefäßerkrankungen, der in der Folge wissenschaftliche Mängel in der Auswertung vorgeworfen wurden.
Im Jahr 2004 wurde das Unternehmen von der 3i Group PLC übernommen.